# Satoshi Kon
Satoshi Kon (japanska: 今敏, Kon Satoshi?), född 12 oktober 1963 i Kushiro, Hokkaido, död 24 augusti 2010, var en japansk regissör av animerad film. Till hans mest kända verk hör Tokyo Godfathers, Paranoia Agent och Paprika. Han var även verksam som serieskapare.

## Stil och produktioner
Till skillnad från mycken annan anime har Kons verk en naturalistisk grundton, men den innehåller ofta drömsekvenser som ifrågasätter gränsen mellan verklighet och inbillning. Samtliga Kons produktioner producerades av animationsstudion Madhouse.
Kon debuterade som långfilmsregissör 1997 med den psykologiska thrillern Perfect Blue. Även fortsättningsvis kom han att arbeta med komplexa berättelser med psykologiska teman, där verklighet och dröm blandades samman för både rollfigurerna och publiken. I 2001 års Sennen joyū beger sig en reporterduo till en intervjustund med en filmstjärna och blir därefter inkastade som rollfigurer i hennes filmskapelser. Tokyo Godfathers från 2003 är en mer lättsam julberättelse, men även här avslöjas viktiga rollfigurers identiteter först så småningom.
TV-serien Paranoia Agent (2004) var producerad som en lång, sammanhängande berättelse som kretsade kring en mystisk våldsverkare och dennes offer. TV-serien kombinerade lite av den svarta humorn från Paranoia Agent med thrillerstämningarna från Perfect Blue. Kons sista avslutade långfilm, 2006 års uppmärksammade psykologiska thriller Paprika, baserades på Yasutaka Tsutsuis roman med samma namn.

## Död och pågående projekt
Kon avled i augusti 2010 av bukspottskörtelcancer. Hans då pågående långfilmsprojekt Yume-miru kikai ("Drömmaskinen") planerades att ha premiär 2011. Färdigställande sköts dock 2011 på framtiden, trots att 600 av 1500 bildsekvenser redan animerats.

## Produktion

### Filmografi (regi)
- 1997 – Perfect Blue (パーフェクトブルー; 1997)
- 2001 – Sennen joyū (千年女優; engelska: Millennium Actress)
- 2003 – Tokyo Godfathers (東京ゴッドファーザーズ)
- 2004 – Paranoia Agent (妄想代理人, Mōsō dairinin; TV-serie i 13 delar)
- 2006 – Paprika (パプリカ)
- 2007 – Ani-Kuri 15, segmentet Ohayō (kortfilm)
- oavslutad/under produktion – Yume-miru kikai (夢みる機械; "Drömmaskinen")

### Filmografi (övrigt)
- 1991 – Rōjin Z (dekorteckning)
- 1992 – Hashire melos! – layout
- 1992 – Patlabor 2 – layout
- 1993 – JoJo's Bizarre Adventure (OVA) – regi, manus och bildmanus för avsnitt 5
- 1995 – Memories – manus, dekor och layout för segmentet Magnetic Rose

### Manga
- 1985 – Toriko
- 1990 – Kaikisen (1 volym)
- 1991 – World Apartment Horror (1 volym)
- 1995-96 – Seraphim 266613336 no tsubasa (med Mamoru Oshii)
- 1995-96 – Opus (oavslutad och outgiven)